# Ronnie O’Sullivan
Ronnie O’Sullivan, teljes nevén Ronald Antonio O’Sullivan OBE (Wordsley, West Midlands, 1975. december 5. –) angol snookerjátékos, hétszeres világbajnok. Rendkívül gyors, támadó szellemű játékstílusa miatt kapta a Rocket (rakéta) becenevet.
Hivatásossá 1992-ben, tizenhét évesen vált, első szezonja után az ötvenhetedik helyen állt. Először a 2002–03-as szezonban volt világelső, ezt később még négyszer mondhatta el magáról, valamint 2019. március 25-e és augusztus 11-e között ismét világelső volt. A sportág legnagyobb presztízzsel bíró versenyei közül a világbajnokságot hétszer (2001, 2004, 2008, 2012, 2013, 2020, 2022), a UK Championshipet nyolcszor (1993, 1997, 2001, 2007, 2014, 2017, 2018, 2023) és a Masterst nyolcszor (1995, 2005, 2007, 2009, 2014, 2016, 2017, 2024) tudta megnyerni. Ő tartja a rekordot a Mastersen és egy nem pontszerző versenyen, a Premier League Snookeren, ezen 2011-ben tizedszer sikerült az élen végeznie.
A százas breakek összetett listáján 1240-nel, az összkereseti listán több mint 13,8 millió angol fonttal áll az első helyen. Övé a legtöbb maximum break (147), ezt tizenhét alkalommal sikerült elérnie. A 16. maximum break 2025.08.15. Saudi Arabia Masters elődöntő, első frame, és a 17. maximum a hetedik frame. Párhuzam Hendryvel, hogy a skót 1996-os győzelme óta ő volt az első, aki meg tudta védeni világbajnoki címét (2012, 2013). Ezt követően 7 évvel később, 2020-ban hódította el a világbajnoki trófeát, ezzel holtversenyben a 2. legeredményesebb játékossá vált a világbajnokságok történetében.
Ronnie O’Sullivan napjaink egyik legnépszerűbb játékosa, akit többen a snookertörténet legjobbjának is tartanak. Eredményei mellett azonban számos vitás eset is az ő nevéhez fűződik, ezek közül a legismertebb az, amikor egy Hendry elleni összecsapáson rossz játéka miatt elhagyta a mérkőzés helyszínét.

## Pályafutása

### Kezdetek
Az essexi Chigwellben nőtt fel, jelenleg is ott él. Középiskolába a Wanstead Gimnáziumba járt. Sznúkerezni ötévesen kezdett, első százas breakjét pedig tízévesen érte el (117). Tizenöt évesen lökte első maximum breakjét, majd egy évvel később lett profi játékos. Profiként az első 38 mérkőzését megnyerte, ez a mai napig rekord, az 1993-as világbajnokság alatt állította fel mindezt. Azzal, hogy kvalifikálta magát a főtáblára, a világbajnokság történetének második legfiatalabb játékosa lett, aki ezt véghezvitte. Végül az első körben esett ki Alan McManus ellen. Első szezonja után az ötvenhetedik helyet foglalta el a világranglistán. 1993-ban, nem egészen 18 évesen megnyerte a UK Championshipet, a döntőben Stephen Hendryt legyőzve, ezzel a torna történetének és egyben minden idők legfiatalabb pontszerző győztese lett. 1995-ben megnyerte első Masters-címét is.
Az 1996-os világbajnokság alatt a snookerszövetség bűnösnek találta egy újságíró, Mike Ganley megtámadásában. Büntetése két év felfüggesztett eltiltás, valamint húszezer font pénzbírság volt. O’Sullivan ezen felül további tízezret ajánlott fel jótékony célra. Egy évvel később, ugyancsak a világbajnokságon, az első fordulóban Mick Price ellen meglökte minden idők leggyorsabb maximum breakjét – ez 5 perc 20 másodpercet vett igénybe, ami lökésenkénti 8,3 másodperces átlagot jelent. 1997-ben másodszor is UK-győztes lett, ismét Hendryt legyőzve a döntőben.
1998-ban, miután Ken Doherty-t 9–3-ra legyőzte az Irish Masters döntőjében, drogfogyasztás miatt megfosztották címétől, így az Dohertyé lett. 1999-ben elődöntőt játszhatott a világbajnokságon, azonban ott vereséget szenvedett Hendrytől, 17–13 arányban. Egy évvel később már ő volt a torna favoritja, főleg azután, hogy Hendry már az első körben nem várt vereséget szenvedett Stuart Binghamtől. Végül O’Sullivan is vereséget szenvedett az első fordulóban, kikapott David Graytől 10–9-re, pedig már 5–1-re, valamint 9–7-re is vezetett.
Első igazán sikeres szezonja a 2000–01-es volt, amikor végre világbajnok lett (a döntőben John Higginst győzte le 18–14 arányban), valamint a következő szezonban, 2001 decemberében ismét megnyerte a UK Championshipet (Ken Doherty, 10–1). Pályafutása során először, a 2002–03-as szezont világelsőként kezdhette.

### Az első világbajnoki cím után
A 2002-es világbajnokságon ismét összekerült Hendryvel, ezúttal az elődöntőben. A mérkőzés előtt, leginkább O’Sullivan részéről, egyfajta üzengetés vette kezdetét. Az első nap után ő vezetett 8–5-re, másnap azonban Hendry fordítani tudott, és végül 17–13-ra nyert. Ezután O’Sullivan sportszerűtlenséggel vádolta meg őt, egy korábbi, meg nem nevezett összecsapásra hivatkozva. Később elnézést kért Hendrytől megjegyzéseiért.
A 2002–03-as szezonban hiába nyert meg több pontszerző versenyt (skót és ír Masters John Higgins, European Open Hendry ellen), az az évi világbajnokság mégis csalódással zárult, miután már az első körben búcsúzni kényszerült az akkor még újonc hongkongi Marco Fu ellen. A korai kiesés a következő szezonra nyilvánosságra hozott világranglistán is meglátszott, ugyanis visszacsúszott a harmadik helyre, Mark Williams és Hendry mögé.
2004-ben a korábbi sokszoros világbajnok Ray Reardon segített visszanyerni a formáját. A világbajnokság döntőjében rendkívül meggyőző fölénnyel, 18–8 arányban győzte le Graeme Dottot. Ugyancsak ezen a tornán, az elődöntőben aratta a világbajnokságok történetének legnagyobb különbségű győzelmét, a döntőbe jutásért Hendryt 18–4-re verte, egy nagyon egyoldalú találkozón. A következő két évad során O’Sullivan volt a világranglista éllovasa.

### 2004–2005
A szezon első két pontszerzőjét, továbbá a Masterst, Welsh Opent és az Irish Masterst is megnyerte, azonban a China Opent egészségügyi okokból kihagyta. Emiatt vetélytársa, Anthony Hamilton kritikával illette, mondván, neki kötelessége népszerűsíteni a sportágat.
A vb-n ezúttal a negyeddöntő jelentette számára a végállomást, miután Peter Ebdon 8–2-es hátrányból végül 13–11-re legyőzte őt. Kettejük mérkőzésén sokak szerint az dönthetett Ebdon javára, hogy rá tudta kényszeríteni saját, hihetetlenül lassú játékstílusát O’Sullivanre, kizökkentve őt a megszokott gyors ritmusból, ami abszolút ellentéte Ebdon játékának. A mérkőzést követően bejelentette, hogy a következő szezont kihagyja, sőt, talán soha többé nem fog versenyezni. Ezt a döntését 2005 szeptemberében megváltoztatta, ekkor azt nyilatkozta, hogy egy ideig az USA-ban, poolversenyeken fog szerepelni. Később kiderült, hogy az amerikai poolversenyek egybeesnek a Premier League Snooker-versenyekkel, így ez a terve végül kudarcba fulladt. Végül a Premier League döntőjében sima 6–0-lal győzte le Hendryt, a mérkőzésen lökött még négy százas breaket is.

### 2005–2006
A Premier League-címe mellett további két versenyen, a Grand Prix-n és a Mastersen is döntőbe jutott, ám mindkétszer vereséget szenvedett John Higginstől, előbbin 9–2, utóbbin 10–9 arányban. Az ez évi UK Championshipen már a legjobb 32 között kiesett Mark King ellen.
A világbajnokságon első mérkőzését simán, 10–4 arányban nyerte Dave Harold ellen. Ezt két szorosabb összecsapás követte, előbb egy 13–10 Ryan Day, majd egy hasonlóan szoros, 13–11-gyel végződő Mark Williams ellen. Utóbbi mérkőzésen már 10–6-ra vezetett Williams ellen, innen sikerült ellenfelének egyenlítenie, 11–11-nél. O’Sullivan nyert végül 13–11-re. A következő fordulóban Graeme Dott volt az ellenfele. 8–8-ig fej-fej mellett haladtak, egyikőjük sem tudott nagyobb előnyt kiharcolni a másikkal szemben. Ekkor csúcsosodott ki az O’Sullivant az egész versenyen át végigkísérő dákóproblémája. Ekkor engedélyt kapott a mérkőzés vezetőjétől, hogy 15 perc alatt újraragassza a dákó hegyét. A kényszerszünet lejárta utáni frame-ben O’Sullivan egy 124-es breaket lökött, ekkor felmerült a mérkőzésvezetőben, hogy esetleg szabálytalan változtatásokat is eszközölt dákóján, ám végül ez a gyanú nem igazolódott be. Ennek ellenére számos kritikát kapott vetélytársaitól, Steve Davistől, John Parrott-tól és Dott-tól is. Innentől Dott zsinórban nyolc frame-et nyert, így már mindössze egyre volt szüksége a továbbjutáshoz. Ekkor még O’Sullivan feljebb tudott zárkózni három frame erejéig, azonban végül Dott jutott tovább. Az összecsapás befejeztével O’Sullivan odaadta hibás dákóját egy fiatal fiúnak a nézőtéren.
Később, miután nem indult a Malta Cupon, a következő idényre elvesztette világranglista-vezető pozícióját.

### 2006–2007
A 2007-es északír versenyen, ahol egyébként döntőt játszhatott (6–9 a kínai Ting Csün-huj ellen), az elődöntőben minden idők leggyorsabb hat nyert frame-ig tartó mérkőzését játszotta Dominic Dale ellen. A mérkőzés teljes játékideje mindössze 53 perc volt.
A UK Champinshipen a negyeddöntőben a régi rivális Hendryvel találkozott. Az összecsapás nem indult jól számára, ugyanis Hendry gyorsan négyframe-es előnyre tett szert. O’Sullivan innen kapaszkodott vissza, megnyerve az ötödik frame-et, és a hatodik frame-ben is breakelt, amikor egy könnyen belökhető piros golyót nem tudott belökni. Ekkor nyugodtan kezet rázott előbb Hendryvel, majd a játékvezető Jan Verhaasszal, és mindenki legnagyobb meglepetésére elhagyta a mérkőzés helyszínét. A hivatalos álláspont szerint O’Sullivan feladta a meccset, így Hendry 9–1-gyel jutott tovább. A szervezők emiatt a torna egy későbbi szakaszára ingyenjegyet biztosítottak azoknak, akik elutaztak erre az összecsapásra. 2007. május 31-én emiatt a cselekedete miatt 20 800 fontra büntették, valamint 900 világranglista-pontját is levonták.
Legközelebb a Mastersen indult. Korábbi incidense miatt vegyes fogadtatásban részesült a közönség részéről, volt, aki kifütyülte, viszont a rajongók nagy része a korábbi szeretettel fogadta. Bár sima győzelmet aratott Ali Carter felett, mégsem ezzel hívta fel magára a figyelmet, hanem azzal, hogy nem jelent meg a mérkőzés utáni sajtótájékoztatón. Később emiatt többen, például Shaun Murphy és Ken Doherty is kritizálták őt, mondván, neki nem kötelező részt venni a hivatalos rendezvényeken, így egyfajta különleges bánásmódban részesül hozzájuk képest. Végül O’Sullivan megnyerte a Masterst, a döntőben Ting Csün-hujt legyőzve.
A további versenyeken viszonylag közepes eredményeket tudott felmutatni, a Malta Cupon az első körben, a Welsh Openen a negyeddöntőben, a China Openen az elődöntőben esett ki. A világbajnokságon az első körben ismét Tinggel találkozott. Az összecsapás előtt megvádolta a szövetséget azzal, hogy a sorsolás előre meg volt rendezve. Később ezt az álláspontját visszavonta, és simán, 10–2 arányban múlta felül kínai ellenfelét. Végül a negyeddöntőben, a későbbi győztes John Higgins ellen esett ki (13–9).

### 2007–2008
Az évad első két versenyén, a Shanghai Mastersen és a Pot Black elnevezésű tornán hátproblémák miatt nem vett részt.
Először a Grand Prix-n indult, ahol sikerült a döntőig jutnia. Az utolsó mérkőzésen 9–6-os vereséget szenvedett Marco Fútól. A Northern Ireland Trophyn új rekordot állított fel azzal, hogy az Ali Carter elleni mérkőzésen ötször is sikerült százas breaket löknie. Ebben benne volt egy 147-es is, a hetedik pályafutása során. A következő körben Fergal O'Brien ellen esett ki. December 2-án megnyerte zsinórban negyedik, összességében már hetedik Premier League-jét is.
December 15-én, a UK Championshipen lökte nyolcadik 147-es breakjét, a Mark Selby elleni elődöntő döntő frame-jében. Később meg is nyerte a tornát, a döntőben 10–2-re legyőzve Stephen Maguire-t. Ezzel közel három év után nyert ismét pontszerző tornát.
A Masters során már az első körben búcsúzott. Ellenfele ismét Maguire volt, így megint a világranglista első két helyezettje csapott össze egymással. Maguire már 4–1-re is vezetett, innen sikerült O’Sullivannek 5–5-re felzárkóznia, azonban a döntő frame ismét Maguire-é volt. Ezt követően legközelebb a Welsh Openen indult, ahol a döntőben Mark Selbytől kapott ki 9–8-ra, noha már 8–5-re is vezetett.
A China Openen már az első körben búcsúzott, miután 5–4-re kikapott Fútól, ám a verseny nem erről, hanem egy sajtótájékoztatóról maradt számára emlékezetes. A vesztes mérkőzése utáni sajtótájékoztatón ugyanis rendkívül tiszteletlenül viselkedett a sajtó több képviselőjével, többükkel szexuális tartalmú tréfát űzött. Viselkedése miatt megfosztották a tornán szerzett világranglistapontjaitól és a pénznyereményétől is.
A világbajnokságon, Mark Williams ellen meglökte rekordot jelentő, kilencedik maximális breakjét. Mivel a maximális breakért külön pénzdíjazás járt, így ez is az övé lett. Később Ali Carter is elérte ugyanezt, így a maximális breakért járó összeg kettejük között elfeleződött. A döntőben aztán éppen ők ketten találkoztak. O’Sullivan rendkívül sima, 18–8-as győzelmet aratott, megszerezve harmadik világbajnoki címét.

### 2008–2009
Az évadot az északír verseny megnyerésével indította. Ezzel az elmúlt négy idény egyetlen olyan játékosa lett, aki egymást követő két pontszerző tornát is meg tudott nyerni. A Shanghai Mastersen is döntőbe jutott, azonban ekkor kikapott Ricky Waldentől. Nem sokkal később zsinórban ötödször megnyerte a Premier League Snookert.
A UK Championshipen nem tudta megvédeni címét, miután a második körben 9–5-ös vereséget szenvedett Joe Perrytől. Később, a mérkőzéssel kapcsolatban tett nyilatkozatai miatt összesen ezerhatszáz fontra büntették.
A Mastersen ismét jól szerepelt. A döntőig vezető úton legyőzte Perryt (6–5), Cartert (6–2) és Maguire-t (6–1) is. A döntőben Mark Selby volt az ellenfele. A délutáni szakaszt a felek 4–4-gyel zárták. Este O’Sullivan kezdett jobban, az első frame az övé volt, Selby azonban a következő hármat megnyerte, így 7–5-nél egy viszonylag megnyugtató előnyt tudhatott magáénak. O’Sullivan innen fordítani tudott, előbb 8–7-re, majd 9–8-ra módosította az állást. A tizennyolcadik frame-et egy 55-ös breaknek köszönhetően tudta megnyerni, így végül 10–8-cal megszerezte negyedik Masters-győzelmét, ezzel Hendry után a második játékos lett, aki ezt a tornát legalább háromszor meg tudta nyerni.
A 2009-es vb-n az első körben Stuart Binghammel találkozott. Ellene háromszor is 100 fölötti brake-et lökött, és továbbjutott 10–5-tel. A következő körben Mark Allen állította meg őt, aki 9–7-es hátrányból végül 13–11-re győzte le őt.

### 2009–2010
Ronnie O’Sullivan 2009–10-es szezonja a Shanghai Mastersszel kezdődött, amelyet meg tudott nyerni. A döntőig mindössze hat frame-et vesztett, Graeme Dottot 5–0-ra, Marco Fút 5–2-re, Ting Csün-hujt 5–3-ra, John Higginst pedig 6–1-re győzte le. A döntő végeredménye Liang Ven-po ellen 10–5 lett. Ezután csatlakozott az újonnan megalakult sznúkerjátékosok szövetségéhez. A következő pontszerzőn, a Grand Prix-n, egy szoros meccs után a második körben esett ki. A John Higgins elleni mérkőzés végeredménye 4–5 lett. A korábbi öt egymást követő győzelem után hatodszor már nem sikerült megvédenie Premier League-címét, miután a döntőben Shaun Murphy 7–3-ra legyőzte. A UK Championshipen, a Matthew Stevens ellen győztesen megvívott mérkőzés után ismét kisebb botrányt okozott egy nyilatkozatával. Ebben a sznúkerszövetség leköszönő elnöke, Rodney Walker fémjelezte korszakot „rákos sejtnek” titulálta, amely „megfertőzte az egész játékot”, ezzel szemben alig várta az új elnök, Barry Hearn érkezését. Az ezt követő két mérkőzését Peter Ebdon, majd Mark Selby ellen meg tudta nyerni (mindkétszer 9–3), mielőtt búcsúzott volna a további küzdelmektől a John Higginstől elszenvedett 9–8-as vereség után, annak ellenére, hogy 2–8-ról még sikerült egyenlítenie.
A Masterst Neil Robertson 6–4-es legyőzésével kezdte, majd a folytatás Ebdon 6–3-ra történő kiütése volt. Az elődöntőben Mark Williams búcsúztatta (6–5), ezzel hét éven belül hatodszor jutott be a Masters döntőjébe. Itt az előző évhez hasonlóan ismét Mark Selbyvel találkozott, ám ezúttal kikapott 10–9-re, hiába vezetett már 9–6-ra is. A 2010-es Welsh Open az elődöntőben ért véget számára.
A China Openen már az első körben búcsúzott a szabadkártyás Tien Peng-fej miatt. A világbajnokságon az első körben egy másik kínaival, Liang Ven-póval találkozott, ám ezúttal győzni tudott, 10–7 arányban. A következő körben Mark Williams búcsúztatta (13–11), majd a negyeddöntőben ismét Selbyvel került össze, aki ezúttal 13–11 arányban jobbnak bizonyult O’Sullivannél.

### 2010–2011
Első versenye ebben az évben az újonnan létrehozott PTC 1-es számú versenye volt. Itt a negyeddöntőig jutott, ahol sima, 4–0-s vereséget szenvedett Jamie Cope-tól. Legközelebb a 4. versenyen vett részt, itt a döntőig jutott, ám ott 4–3-ra kikapott Barry Pinchestől. A World Openen meglökte tizedik maximum breakjét, amivel beállította Stephen Hendry rekordját. Később ezen a versenyen sikerült legyőznie Jimmy White-ot (3–1), Hendryt (3–1), Stephen Maguire-t (3–1) és Peter Ebdont (3–1) is, így döntőt játszhatott. Ellenfele Neil Robertson volt, a győzelmet végül ausztrál ellenfele szerezte meg, 5–1-re verte az ausztrál az angolt.
Megnyerte a 2010-es Premier League Snookert. Az egész tornát veretlenül játszotta végig, majd az elődöntőben és a döntőben is győzni tudott, előbb Robertsont győzte le 5–1-re, majd a döntőben 7–1 arányban múlta felül Shaun Murphyt. Ezzel tizennégy év alatt már kilencedik Premier League-elsőségét gyűjtötte be. A UK Championshipen viszont már az első körben kiesett Stuart Bingham ellen.
A Mastersen már az első körben kikapott Mark Allentől. A Snooker Shoot-Out elnevezésű tornán az elődöntőig jutott, itt Robert Milkinstől szenvedett vereséget. A következő két pontszerző tornán egyaránt az első kör jelentette számára a végállomást, előbb a Welsh Openen, majd a China Openen, mindkétszer Ryan Day ellen. A világbajnokság a negyeddöntőben, a John Higgins elleni 13–10-es vereség után fejeződött be számára.

### 2011–2012

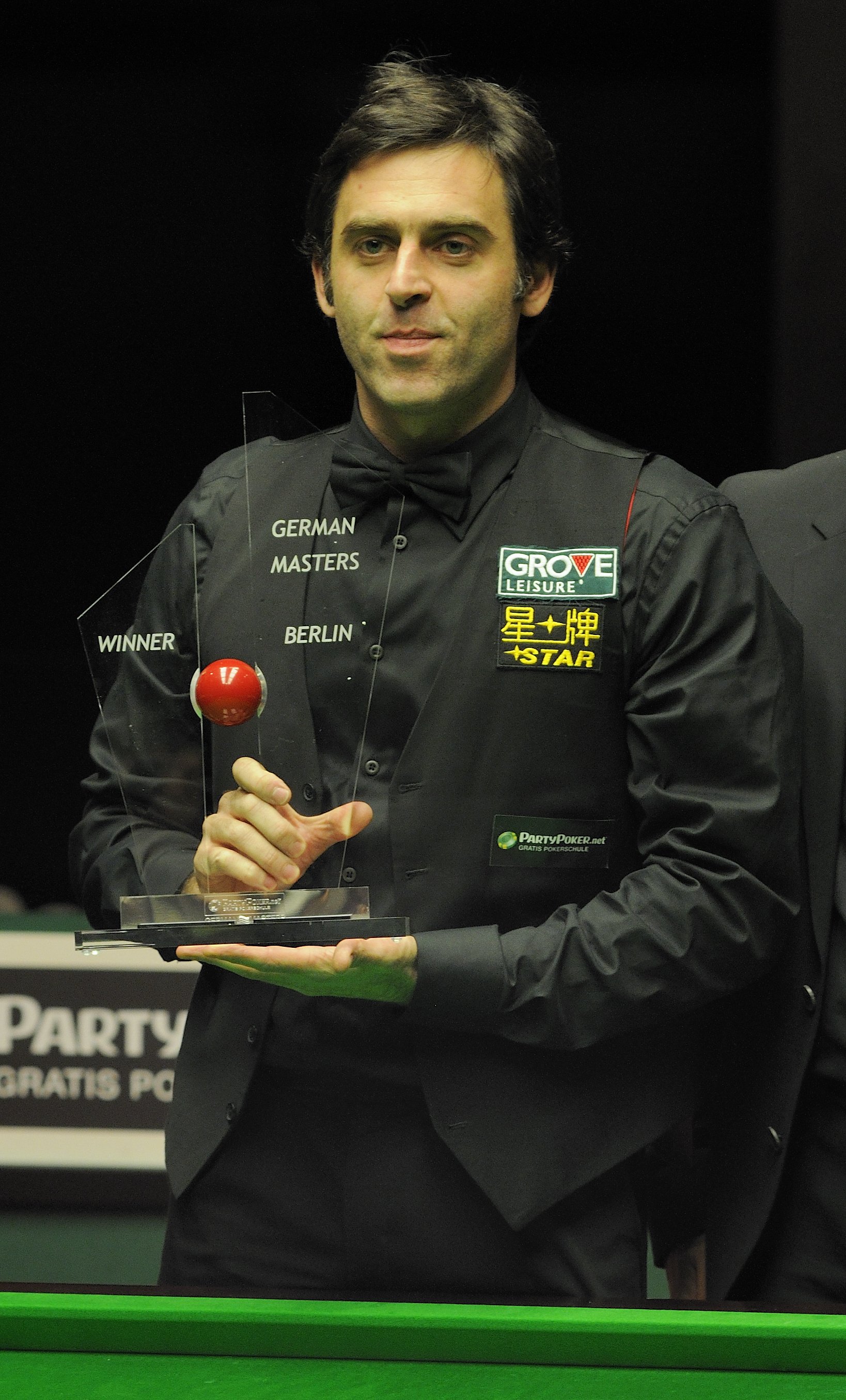
Ronnie O’Sullivan a 2012-es German Masters serlegével

A 2011–12-es szezont rögtön egy kispontszerző győzelemmel kezdte, miután megnyerte az az évi Players Tour Championship első versenyét. A döntőben Joe Perry volt az ellenfél, akit 4–0-ra győzött le. A Paul Hunter Classicon meglökte tizenegyedik maximum breakjét, így már egyedül áll ennek a ranglistának az élén. Ezen a versenyen egyébként az elődöntőig jutott, ám ott 4–3-as vereséget szenvedett Mark Selbytől. A Shanghai Mastersen a második körig jutott, ahol 5–3-ra kikapott Anthony Hamiltontól. A 7-es számú PTC-versenyt, a Kay Suzanne Memorial Trophyt ismét megnyerte, Matthew Stevens 4–2-es legyőzésével. A 9-es versenyen Antwerpenben ismét döntőbe jutott, ám ott 4–3-ra kikapott Judd Trumptól. A 10-es számú versenyen az első fordulóban kiesett, a 11-es és a 12-es számú versenyeken nem indult, azonban még így is második helyen állt a PTC-k összesített kereseti listáján. Ebben az idényben sikerült megnyernie karrierje tizedik Premier League-tornáját is. A döntőig vezető úton a legnevesebb ellenfél, akit legyőzött, Mark Williams volt. A döntőben a kínai Ting Csün-hujt verte 7–1 arányban. A UK Championshipen a második körben esett ki, miután 6–5-ös vereséget szenvedett a későbbi győztes Trumptól. A Mastersen ismét Trump parancsolt megálljt neki, ezúttal 6–2-re, a negyeddöntőben győzte le. A következő verseny a German Masters volt. Itt kis híján már az első körben kiesett Andrew Higginson ellen, ám 0–4-es hátrányból végül 5–4-re győzni tudott. Később Joe Perryt (5–1), Matthew Stevenst (5–3) és Stephen Leet (6–4) is felülmúlta, hogy a döntőben Stephen Maguire-rel találkozhasson. A döntő délután lebonyolított része után 5–3-as hátrányba került skót ellenfelével szemben, valamint az első este megrendezett frame-et is elvesztette. Innen sikerült felkapaszkodnia, és 9–7-re diadalmaskodnia. Nagypontszerző versenyen ez volt az első győzelme a 2009-es Shanghai Masters óta, döntőbe pedig a 2010-es World Open után került először. Ezt követően elődöntős volt a Welsh Openen, negyeddöntős a China Openen, előbbin Mark Selby, utóbbin Maguire ellen esett ki.
O’Sullivan a 2012-es világbajnokságon megszerezte negyedik bajnoki trófeáját, miután a döntőben 18–11-re verte Allister Cartert. Az első három körben egyaránt világbajnokokon keresztül vezetett az útja. Az első körben a China Openen diadalmaskodó Peter Ebdont, a másodikban Mark Williamst, a negyeddöntőben pedig Neil Robertsont győzte le, 10–4, 13–6 és 13–10 arányban. Az elődöntőben Matthew Stevenst rendkívül simán, 17–10 arányban győzte le, a döntőben pedig Carter legyőzésével Ray Reardon 1978-as sikere óta a legidősebb világbajnok lett 36 évével és 5 hónapjával. A mérkőzés nyolcadik frame-jében lökött 141-es breakje a világbajnokságok döntőinek legnagyobbika.

### 2012–2013
2012. június 6-án a biliárdszövetség kiadott egy közleményt, hogy O’Sullivan nem írta alá a minden évben megújított játékosszerződést. Ez azt jelenti, hogy amíg nem írja alá a kontraktust, a jövőben addig egyetlen, a szövetség által szervezett tornán sem indulhat. Később saját indoklásából kiderül, hogy a szerződést túl keménynek tartja, és már egy olyan pontján van karrierjének, amikor családja miatt nem írja alá az okiratot. A kontraktust végül augusztus hetedikén írta alá, szeptemberben pedig elindult a harmadik PTC-versenyen, ahol azonban 2–0-s és 3–2-es vezetés után kikapott Simon Bedfordtól, 4–3-ra.
A Shanghai Masters után, pályafutása során először kiesett a legjobb tizenhat, vagyis kiemelést élvező játékos közül, ez addig az újonc szezonját kivéve soha nem fordult elő vele. A visszatérés végül rövid életűnek bizonyult, ugyanis az International Championship elnevezésű, újonnan indult tornára Kínába végül orvosa tanácsára nem utazott el. Ezt követte pár nappal később a nyilatkozat, miszerint a szezon összes hátralévő versenyéről visszalépett, és nem is fog indulni azokon. Február közepén dőlt el, hogy a világbajnokságra visszatér, és kísérletet tesz arra, hogy megvédje címét. Ez végül sikerült is neki, miután a döntőben 18–12-re legyőzte a honfitárs, meglepetésember Barry Hawkinst. A döntő 15. frame-jében lökött 103-asa a 128. Crucible-ben lökött százas breakje volt, ezzel megdöntötte Stephen Hendry ide vonatkozó rekordját, amely 127 volt addig. Ez a döntő folyamán végül egészen 131-ig ugrott. Döntőbeli teljesítményével az egyetlen olyan játékos lett, aki egy fináléban hat százast tudott lökni, és mindössze a harmadik Steve Davis és Hendry után, akinek a Crucible-éra alatt sikerült megvédenie világbajnoki címét. A folyamatosan neki szegezett, a visszavonulását firtató kérdésekre eleinte egyértelmű igennel felelt, és elmondása szerint csak erre a vb-re tért vissza, későbbi nyilatkozataiban már azt mondta, mindenképp el fog indulni néhány versenyen, mert imádja a sportot, és a következő évi világbajnokságon való indulást sem zárta ki.

### 2013–2014

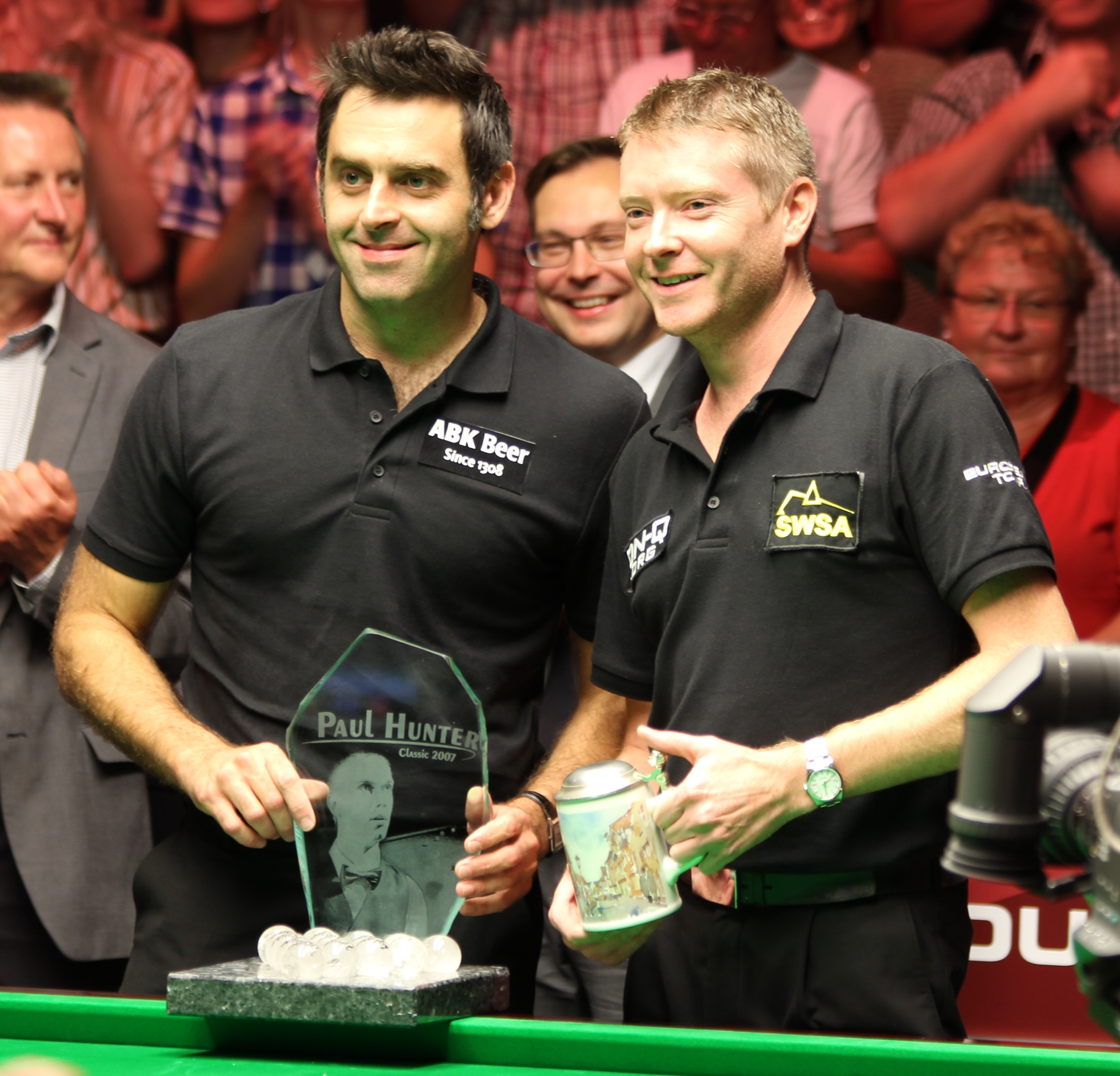
A Paul Hunter Classic megnyerése után

A 2013–2014-es idényt a világranglista tizenkilencedik helyezettjeként kezdhette meg. Az első pontszerző tornát, a Wuxi Classicot személyes okokra hivatkozva lemondta nem sokkal azelőtt, hogy a selejtezőben Michael Wasley-vel kellett volna megmérkőznie. Júniusban részt vett a Bulgarian Openen, ami tizenöt hónap után az első, Brit szigeteken kívüli torna volt, amelyen elindult, azonban megnyernie nem sikerült, miután az elődöntőben kikapott John Higginstől 4–2-re. Augusztusban bejelentette, mely tornákon fog elindulni a szezon során: ezek a UK Championship, a German Masters, a Masters, a Welsh Open és a világbajnokság voltak, utóbbin megpróbálta megvédeni címét. Nem sokkal később egy meglepő, 4–1-es vereséget szenvedett a European Tour harmadik állomásán, a Bluebell Wood Openen Peter Linestól, azonban a következő tornát, a Paul Hunter Classicot meg tudta nyerni, a döntőben Gerard Greene-t legyőzve 4–0-ra. Az International Championshipre bár kvalifikálta magát, a legjobb 32 között búcsúzni kényszerült, miután kikapott Liangtól 6–4-re. Az Antwerp Openen ismét döntőbe tudott jutni, azonban Selbytől 4–3-as vereséget szenvedett, pedig 3–1-re is vezetett. A Champion of Champions elnevezésű tornán Tinget és Robertsont is döntő frame-ben győzte le, majd a döntőben Stuart Binghamet múlta felül 10–8 arányban. A UK Championshipen a negyeddöntőig jutott, ahol az általa korábban legyőzött Bingham állta útját.

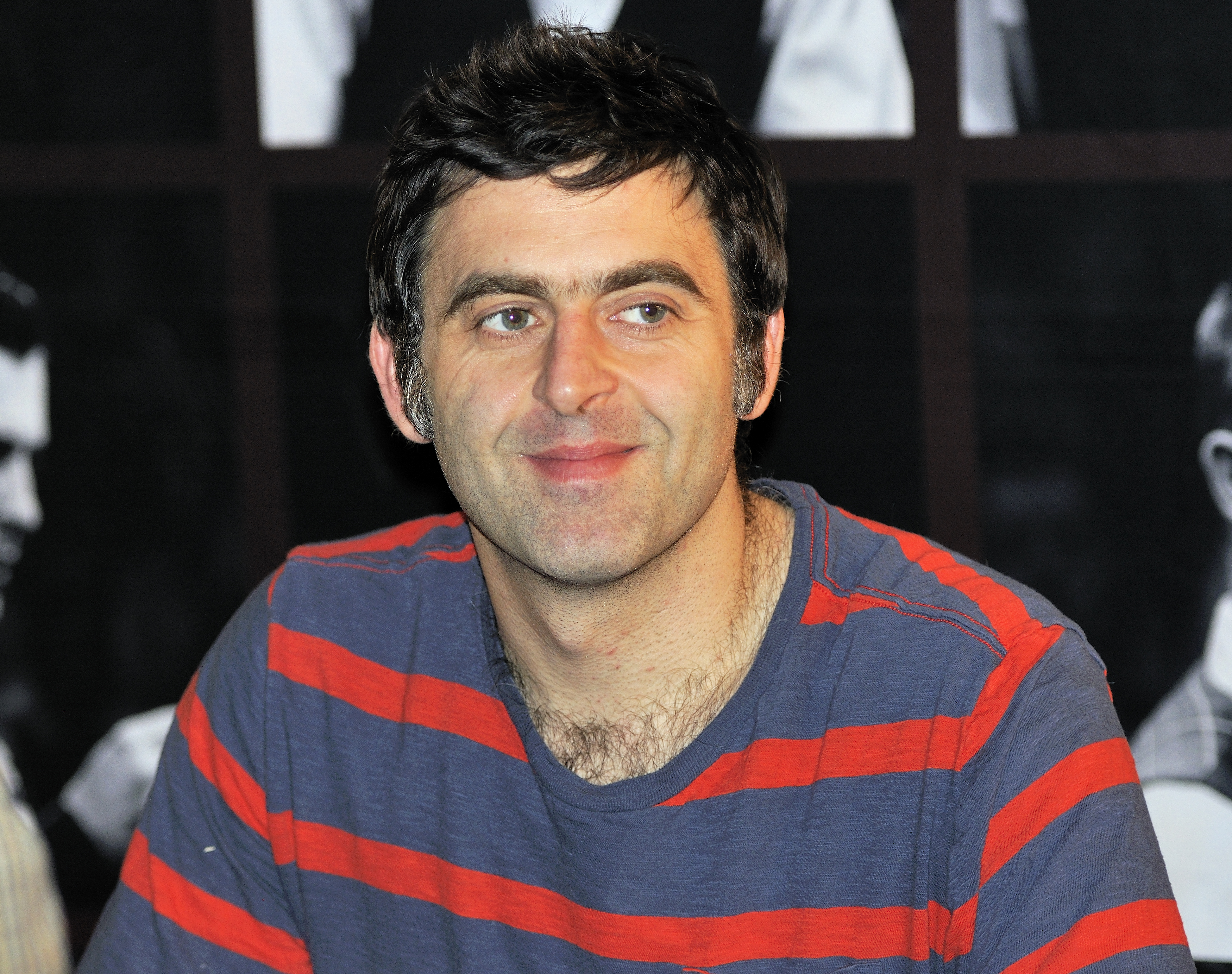
Egy autogramosztás alkalmával, miután nem tudta kvalifikálni magát a German Mastersre

A Masters első körében magabiztosan legyőzte Robert Milkinst (6–1), a következő körben pedig ennél is megsemmisítőbb vereséget mért Ricky Waldenre. A végeredmény 6–0 lett, azonban beszédesebb adat az 556 szerzett pont, melyet úgy szerzett, hogy Waldennek eközben egyet sem sikerült. Ezzel Ting rekordját adta át a múltnak, aki a 2007-es Premier League Snooker idején szerzett 495 pontot válasz nélkül. Miután az elődöntőben Stephen Maguire-t is legyőzte, elmondhatta magáról, hogy az ő nevéhez fűződik a legtöbb (10) döntős szereplés a Mastersen. Ebben az összevetésben Hendry rekordját döntötte meg. A döntőben a címvédő Selby várt rá, azonban már a finálé első szakaszában kényelmes, 7–1-es előnyt épített fel magának, amit az esti szakaszban sem adott ki a keze közül. 10–4-es győzelme ötödik Masters-sikerét jelentette pályafutása során. Januárban a szövetség hatezer, valamint három Twitter-bejegyzéséért további 1000-1000 fontra büntette őt, amiért az indoklás szerint azok ártottak a szövetség és a sport jó hírnevének. Az egyikben a fogadási botrány volt O'Sullivan témája, a másikban a szellemi teljesítményt fokozó szerek használatára tért ki, míg a harmadik a szövetség indoklása szerint egyszerűen sértő volt rájuk nézve. Ugyancsak ezer fontra büntették Jan Verhaas játékvezető inzultálásáért. A szituáció Verhaas kérése után alakult ki, aki megkérte O'Sullivant, hogy tűrje be az ingjét. Később O'Sullivan elnézést kért az incidensért, viselkedését pedig azzal indokolta, hogy extrém meleg volt a mérkőzés helyszínén.
A Welsh Open nyolcaddöntőjében ismét legyőzte Waldent, majd Higgins sem jelentett neki akadályt (5–1), és az elődöntőben sem hagyott alább a lendülete, itt Barry Hawkins (6–2) sem tudott komoly ellenállást kifejteni ellene. A döntőben Ting ellen kellett helytállnia, és végül simán, 9–3-ra győzte le a kínait, huszonhatodik tornagyőzelmét aratva ezzel (Walesben ez volt a harmadik sikere). Az utolsó frame-ben sikerült egy újabb maximum breaket löknie, ezzel pedig 12 ilyennel immár egyedül állt a vonatkozó ranglista élén. Az az évi Players Tour Championship alapszakaszában másodikként zárt, így bejutott a torna nagydöntőjébe. Bár az első körön túljutott, a nyolcaddöntőben meglepetésre 4–3-as vereséget szenvedett Ju Te-lútól, annak ellenére, hogy 140-es breaket is lökött, ami a torna legmagasabbja is lett.
A világbajnokságnak címvédőként vághatott neki, ennek megfelelően is indított, Robin Hull 10–4-es legyőzésével. A második körben, Joe Perry ellen az első két szakasz után egyaránt hátrányban volt, azonban végül fordítani tudott, és nagy nehézségek árán, 13–11-es végeredménnyel innen is továbbjutott. Ezt követően Shaun Murphy ellen annyira sima győzelmet aratott (13–3), hogy a programját meg tudta rövidíteni az esti szakasszal, ugyanis anélkül is megnyerte a meccset. Az elődöntőben ismét legyőzte Hawkinst (17–7), így 2013-hoz hasonlóan ismét eljutott a döntőig, pályafutása során már hatodszor. Itt jól kezdett Selby ellen, vezetett is 10–5-re, innentől kezdve azonban 12-ből 10 frame-et elvesztett, és máris hátrányba került. A végeredmény végül 18–14 lett Selby javára, ez pedig O'Sullivan első vereségét jelentette a világbajnoki döntőkben. A döntőről hazafelé tartva fiával Leicestertől nem messze autóbalesetet szenvedett, azonban a baleset szerencsés kimenetelű volt, és egyikük sem sérült meg. A világbajnokság után az új, ranglistapontok helyett pénzdíjon alapuló ranglistán O'Sullivan negyedikként fejezte be az idényt.

### 2014–2015
A 2014–2015-ös szezont a Paul Hunter Classicon kezdte, azonban a nyolcaddöntőben 4–2-re kikapott Tian Peng-fej ellen. Első pontszerző tornája a Shanghai Masters volt, itt azonban ismét nem tudott nyerni, Alan McManus állította meg őt egy 5–3-as győzelemmel.
Tőle szokatlan módon részt vett a Kínában megrendezett International Championshipen is, miután a selejtezőben le tudta győzni James Cahillt. Bár az első körben még megszenvedett Ben Woollaston ellen (6–4), a következő két ellenfelét, Anthony McGillt és Li Hangot egyaránt 6–1-es, magabiztos győzelemmel tudta le. A negyeddöntőben azzal a Mark Williamsszel találkozott, aki akkor már tizenkét éve nem tudta őt legyőzni. Ez a hosszú rossz sorozat ezen az összecsapáson megszakadt, ugyanis hiába vezetett O'Sullivan 3–0-ra is, Williams végül fordítani tudott, és 6–5-tel tovább is jutott. Ezt követően címvédőként indulhatott a Champion of Championson. Első meccsét 4–2-re nyerte Stuart Bingham ellen, majd meggyőző játékkal, egy frame-et sem átengedve 6–0-ra lépte le Marco Fút. Az elődöntőben játszotta legszorosabb meccsét Ting ellen (6–4), a rendkívül magas színvonalú döntőben pedig Judd Trumpot múlta felül 10–7 arányban. O'Sullivan a finálé során négyszer is százasnál nagyobb breaket lökött, tizenegyszer pedig ötven fölé jutott. A UK Championship negyedik körében megszerezte karrierje tizenharmadik maximum breakjét Matthew Selt ellen. Három nappal később már a tornagyőzelmet ünnepelhette, miután a döntőben ismét győzni tudott Trump ellen, ezúttal 10–9-re. A finálét törött bokával játszotta, miután futás közben megsérült, ennek ellenére 5–1-re és 9–4-re is vezetett. Ezt követően Trump sorozatban öt frame-et is meg tudott nyerni, azonban a döntő játszma ismét O'Sullivané lett.
A Masters negyeddöntőjében, Fu ellen meglökte karrierje 776. százas breakjét, ezzel megdöntötte a korábbi örök rivális Stephen Hendry rekordját. A közönség a teljesítményt vastapssal jutalmazta, majd a meccs is jól alakult, ugyanis 6–1-re győzni tudott a hongkongi ellen. Addigi jó teljesítményét tekintve meglepően simán, 6–1-re kikapott Neil Robertsontól az elődöntőben, ez pedig első elődöntős vereségét jelentette összes masterses fellépése közül. Ezzel a vereséggel egy másik sorozata is megszakadt, ugyanis ekkor már tizenöt találkozó óta veretlen volt.
A világbajnokságon eleinte ismét jól szerepelt. Az első körben Craig Steadmant 10–3-ra, a másodikban pedig Matthew Stevenst 13–5-re győzte le. A következő körben azonban kiesett, ugyanis Stuart Bingham 13–9 arányban jobbnak bizonyult nála. A torna során Steadman ellen megsértette az öltözködési szabályokat, ugyanis levette az általa kényelmetlennek ítélt cipőjét, és egy ideig zokniban játszott. A Stevens elleni meccsen más miatt látszott frusztráltnak, egy elrontott lökés után úgy rávágott a dákóval az asztalra, hogy a dákó kis híján kettétört. A negyeddöntőben egyszer a krétáját használta ahhoz, hogy megfelelően pozicionáljon egy lökést, azonban Terry Camilleri nem büntette meg ezért az esetért, viszont az angol közvetítésben részt vevő Ken Doherty korábbi világbajnok és Michaela Tabb (Camilleri egykori kollégája) szerint is hétpontos büntetést érdemelt volna ezért.

### 2015–2016
Az idény elején részt vett a Pink Ribbon elnevezésű tornán, ahol profik játszanak amatőrök ellen, és végül meg is nyerte a tornát, a döntőben Darryn Walkert legyőzve. A Pink Ribbont követően közel nyolc hónapig nem játszott, kóros álmatlanságra hivatkozva, emiatt pedig nem tudta megvédeni címeit sem a Champion of Championson, sem a UK Championshipen. Bár nem játszott, azért a tornák közelében ott maradt, ugyanis a UK Championship idején debütált az Eurosport szakkommentátoraként a sportág másik nagy alakja, Jimmy White mellett. Az első verseny, amin a kihagyás után elindult, a 2016-os German Masters volt. Itt az első körben 5–1-es győzelmet aratott Hamza Akbar felett, azonban következő meccsén kikapott Stuart Carringtontól.
Januárban A Brit Birodalom Rendje tisztikeresztjét (OBE) kapta meg kitüntetésként, a snookerért tett szolgálataiért.
A Champions League első csoportjában elérte karrierje nyolcszázadik százas breakjét is Barry Hawkins ellen, majd legyőzte Ricky Waldent és Robert Milkinst is, így megnyerte csoportját. A Masters az előző évekhez hasonlóan ismét jól alakult számára. Az első körben Williamst (6–5), a negyeddöntőben Selbyt (6–3), az elődöntőben pedig Binghamet (6–3) győzte le, így karrierje során immár tizenegyedszer jutott be a Masters döntőjébe. Itt Hawkins volt az ellenfele, akit 10–1-re sikerült felülmúlnia, ezzel pedig hatodszor nyert ezen a tornán – ugyanannyiszor, mint Stephen Hendry.
A Welsh Open első körében 4–1-re legyőzte Barry Pinchest. A találkozó során megvolt a lehetősége egy maximum breakre, azonban az utolsó előtti piroshoz a rózsaszínt választotta színesnek, így csak a 146 jött neki össze. Később a döntését azzal indokolta, hogy a maximum breakért járó tízezer fontos pénzdíj nem érte meg az erőfeszítést. A szövetség elnöke, Barry Hearn elfogadhatatlannak és a sportág iránti tiszteletlenségnek nevezte ezt a megállapítást. Második körös meccse, amelyet 4–0-ra megnyert, mindössze harminckilenc percig tartott, ezalatt kínai ellenfele összesen harminckilenc pontot tudott szerezni. A következő körben Jimmy Robertson ellen is csak 55 perc kellett a győzelem eléréséhez, ezalatt 300 pontot szerzett úgy, hogy közben Robertson egyet sem. A nyolcaddöntőben Ju Te-lu ellen 4–1-es sikert aratott, majd a világelső Selby ellen aratott nagyon sima, 5–1-es győzelmet. Az elődöntőben is sikerült győznie, ezúttal Joe Perry ellen, 6–3-ra. Bár a döntő első szakaszában 5–3-as hátrányban volt Neil Robertsonhoz képest, este mind a hat frame-et megnyerte, így negyedszer nyerte meg a Welsh Opent, beállítva John Higgins rekordját. Higginst egyébként nem csak ebben az összevetésben érte utol, hanem abban is, hogy a skóthoz (és Steve Davishez) hasonlóan huszonnyolcadik pontszerzőtorna-győzelmét aratta.
A Champions League alatt, Mark Williams ellen megszakadt huszonhat meccses győzelmi sorozata. A World Grand Prix első körében kiesett Michael Holt ellen.

## A médiában
Először a brentwoodi Phoenix FM nevű rádiócsatornánál szerepelt a médiában, a Midweek Matchzone című műsorban, melynek társházigazdája volt Chris Hooddal.
2014 márciusában az Eurosport szerződtette őt mint a sznúker globális nagykövetét. A szerződés értelmében saját műsort is kapott, „The Ronnie O'Sullivan Show” címmel, amelyben meccseket elemez, játéktippeket ad, valamint más sznúkerjátékosokkal készít interjúkat. Ezen felül saját blogja volt a világbajnokság alatt az Eurosport honlapján, valamint mobilalkalmazásán.
2015-ben és 2016-ban szakkommentátortként is tevékenykedett, a UK Championshipen és a German Mastersen.

## Játékstílusa
Gyorsan és rendkívül támadó szellemben játszik. Nagyon jó breaképítő, és ha arra kényszerül, jó a taktikai játékban is, bár elmondása szerint nem szereti az ilyen jellegű, adott esetben hosszúra nyúló frame-eket. Amennyiben meg tudja szerezni és később tartani a vezetést, ritkán hibázik, azonban néhány frame elvesztése után képes rendkívül demoralizáltan játszani.
Jobbkezes, azonban ha a játékhelyzet úgy hozza, képes közel olyan jól játszani a bal kezével is. Legjobb balkezes játékát az 1996-os vb-n a kanadai Alain Robidoux ellen játszotta. Robidoux, tudván azt, hogy O’Sullivan jobbkezes, megvádolta őt azzal, hogy nem adta meg a kellő tiszteletet irányába. O’Sullivan válasza erre az volt, hogy jobban tudott bal kézzel játszani, mint Robidoux jobbal. Később emiatt egy felfüggesztett büntetést kapott, amit azzal válthatott ki, ha a következő mérkőzésen is ugyanolyan jól játszik bal kézzel, bebizonyítandó azt, hogy nem csak az aktuális ellenfele iránti tiszteletlenségből játszott így. A Rex Williams elleni mérkőzés első három frame-jét így játszotta, és miután mind a hármat megnyerte, Robidoux korábbi panaszai ellenére végül nem kapott büntetést.

## Megítélése
Sokan a sznúker történetének egyik legtehetségesebb játékosának tartják. Bizonyos megmozdulásai után a valaha volt legnagyobb játékosnak tartják, azonban ezt a képet számtalanszor rombolta már le magáról teljesen érdektelen vagy magabiztosság nélküli játékával.
A sportág egyik legnépszerűbb játékosa, egyfajta „showman”. Nagy szerepe volt a sznúker népszerűségének növelésében a 2000-es évek elején. Saját magáról azt mondja, hogy szereti kiszolgálni a mindenkori nézőközönséget. Népszerűségét tekintve gyakran Alex Higginshez és Jimmy White-hoz hasonlítják.

## Magánélete
A szakértők rendkívül maximalistának és önkritikusnak tartják, még győzelem esetén is. depressziós, valamint korábban drogproblémái is voltak.
Anyja szicíliai származású. Barátnője Jo Langley, akivel az anonim narkotikumfüggők csoportjában ismerkedett meg. Két gyerekük van, Lily Jo (2006. február) és Ronnie (2007. június). Egy korábbi kapcsolatából is van egy lánya, Taylor-Ann (1997).
2003-ban számos hírforrás arról számolt be, hogy az iszlám vallásra tért át. Később bebizonyosodott, hogy ezek a híresztelések hamisak voltak. Mutat érdeklődést a buddhizmus felé is, többször jelent meg a londoni buddhista központban. Ennek ellenére saját magáról azt nyilatkozza, hogy nem tartozik egyik felekezethez sem.
Hobbija az autóversenyzés. 2004-ben feltűnt a Top Gear nevű brit televíziós sorozatban, egy Suzuki Liana volánjánál. Ugyancsak a műsorhoz köthető, hogy egy alkalommal ő és Stig egyaránt a saját műfajukban rendeztek gyorsasági versenyt. A győztes végül O’Sullivan lett, aki gyorsabban tisztított meg egy sznúkerasztalt négy piros és az összes színes golyótól, mint ahogyan Stig körbeért a Top Gear tesztpályáján O’Sullivan Mercedes Benz SL 500-asával. 2009 augusztusában részt vett a Volkswagen Racing Cup egy tesztjén, melynek első felében egy kipördülés miatt nem ért el értékelhető eredményt, a másodikban a középmezőnyben, tizennegyedikként zárt.

## Statisztikája szezononként
| Helyezés                         | UR                | 57                | 9                 | 3                 | 8                 | 7                 | 3                 | 4                 | 4                 | 2                 | 1                 | 3                 | 1                 | 1                 | 3                 | 5                 | 1                 | 1                 | 3                 | 11                | 9                 | 19                | 4                 | 5                 |                   |                   |                   |                   |                   |                   |                   |                   |                   |                   |                   |                   |                   |                   |                   |                   |                   |                   |                   |                   |                   |                   |                   |                   |                   |                   |                   |   |   |
| Pontszerző tornák                |                   |                   |                   |                   |                   |                   |                   |                   |                   |                   |                   |                   |                   |                   |                   |                   |                   |                   |                   |                   |                   |                   |                   |                   |                   |                   |                   |                   |                   |                   |                   |                   |                   |                   |                   |                   |                   |                   |                   |                   |                   |                   |                   |                   |                   |                   |                   |                   |                   |                   |                   |   |   |
| Shanghai Masters                 | Nem rendezték meg | Nem rendezték meg | Nem rendezték meg | Nem rendezték meg | Nem rendezték meg | Nem rendezték meg | Nem rendezték meg | Nem rendezték meg | Nem rendezték meg | Nem rendezték meg | Nem rendezték meg | Nem rendezték meg | Nem rendezték meg | Nem rendezték meg | Nem rendezték meg | VL                | D                 | Gy                | VL                | 2k                | –                 | –                 | 1k                | –                 |                   |                   |                   |                   |                   |                   |                   |                   |                   |                   |                   |                   |                   |                   |                   |                   |                   |                   |                   |                   |                   |                   |                   |                   |                   |                   |                   |   |   |
| International Championship       | Nem rendezték meg | Nem rendezték meg | Nem rendezték meg | Nem rendezték meg | Nem rendezték meg | Nem rendezték meg | Nem rendezték meg | Nem rendezték meg | Nem rendezték meg | Nem rendezték meg | Nem rendezték meg | Nem rendezték meg | Nem rendezték meg | Nem rendezték meg | Nem rendezték meg | Nem rendezték meg | Nem rendezték meg | Nem rendezték meg | Nem rendezték meg | Nem rendezték meg | VL                | 2k                | ND                | –                 |                   |                   |                   |                   |                   |                   |                   |                   |                   |                   |                   |                   |                   |                   |                   |                   |                   |                   |                   |                   |                   |                   |                   |                   |                   |                   |                   |   |   |
| UK Championship                  | 1k                | Gy                | ND                | ND                | 1k                | Gy                | VL                | ND                | ED                | Gy                | ND                | ED                | 2k                | 1k                | ND                | Gy                | 2k                | ED                | 1k                | 2k                | –                 | ND                | Gy                | –                 |                   |                   |                   |                   |                   |                   |                   |                   |                   |                   |                   |                   |                   |                   |                   |                   |                   |                   |                   |                   |                   |                   |                   |                   |                   |                   |                   |   |   |
| German Masters                   | Nem rendezték meg | Nem rendezték meg | Nem rendezték meg | 1k                | Gy                | ED                | NP                | Nem rendezték meg | Nem rendezték meg | Nem rendezték meg | Nem rendezték meg | Nem rendezték meg | Nem rendezték meg | Nem rendezték meg | Nem rendezték meg | Nem rendezték meg | Nem rendezték meg | Nem rendezték meg | VL                | Gy                | –                 | Sel               | ND                | Sel               |                   |                   |                   |                   |                   |                   |                   |                   |                   |                   |                   |                   |                   |                   |                   |                   |                   |                   |                   |                   |                   |                   |                   |                   |                   |                   |                   |   |   |
| Welsh Open                       | 1k                | 1k                | ND                | 2k                | 2k                | 4k                | ED                | 3k                | 2k                | 2k                | ND                | Gy                | W                 | 2k                | ND                | D                 | 2k                | ED                | 1k                | ED                | –                 | Gy                | 3k                | Gy                |                   |                   |                   |                   |                   |                   |                   |                   |                   |                   |                   |                   |                   |                   |                   |                   |                   |                   |                   |                   |                   |                   |                   |                   |                   |                   |                   |   |   |
| World Grand Prix                 | 1k                | 1k                | ND                | 1k                | 2k                | 3k                | 3k                | ND                | D                 | ND                | ED                | 2k                | Gy                | D                 | ND                | D                 | ND                | 2k                | D                 | VL                | –                 | –                 | NP                |                   |                   |                   |                   |                   |                   |                   |                   |                   |                   |                   |                   |                   |                   |                   |                   |                   |                   |                   |                   |                   |                   |                   |                   |                   |                   |                   |                   |   |   |
| Players Championship             | Nem rendezték meg | Nem rendezték meg | Nem rendezték meg | Nem rendezték meg | Nem rendezték meg | Nem rendezték meg | Nem rendezték meg | Nem rendezték meg | Nem rendezték meg | Nem rendezték meg | Nem rendezték meg | Nem rendezték meg | Nem rendezték meg | Nem rendezték meg | Nem rendezték meg | Nem rendezték meg | Nem rendezték meg | Nem rendezték meg | NB                | VL                | NB                | 2k                | NB                | NB                |                   |                   |                   |                   |                   |                   |                   |                   |                   |                   |                   |                   |                   |                   |                   |                   |                   |                   |                   |                   |                   |                   |                   |                   |                   |                   |                   |   |   |
| China Open (sznúker)             | Nem rendezték meg | Nem rendezték meg | Nem rendezték meg | Nem rendezték meg | Nem rendezték meg | NP                | 2k                | Gy                | Gy                | ND                | Nem rendezték meg | Nem rendezték meg | VL                | 1k                | ED                | 1k                | ND                | 1k                | 1k                | ND                | –                 | –                 | VL                | –                 |                   |                   |                   |                   |                   |                   |                   |                   |                   |                   |                   |                   |                   |                   |                   |                   |                   |                   |                   |                   |                   |                   |                   |                   |                   |                   |                   |   |   |
| Világbajnokság                   | 1k                | 2k                | ND                | ED                | 2k                | ED                | ED                | 1k                | Gy                | ED                | 1k                | Gy                | ND                | ED                | ND                | Gy                | 2k                | ND                | ND                | Gy                | Gy                | D                 | ND                |                   |                   |                   |                   |                   |                   |                   |                   |                   |                   |                   |                   |                   |                   |                   |                   |                   |                   |                   |                   |                   |                   |                   |                   |                   |                   |                   |                   |   |   |
| Nem pontszerző tornák            |                   |                   |                   |                   |                   |                   |                   |                   |                   |                   |                   |                   |                   |                   |                   |                   |                   |                   |                   |                   |                   |                   |                   |                   |                   |                   |                   |                   |                   |                   |                   |                   |                   |                   |                   |                   |                   |                   |                   |                   |                   |                   |                   |                   |                   |                   |                   |                   |                   |                   |                   |   |   |
| Champion of Champions            | Nem rendezték meg | Nem rendezték meg | Nem rendezték meg | Nem rendezték meg | Nem rendezték meg | Nem rendezték meg | Nem rendezték meg | Nem rendezték meg | Nem rendezték meg | Nem rendezték meg | Nem rendezték meg | Nem rendezték meg | Nem rendezték meg | Nem rendezték meg | Nem rendezték meg | Nem rendezték meg | Nem rendezték meg | Nem rendezték meg | Nem rendezték meg | Nem rendezték meg | Nem rendezték meg | Gy                | Gy                | –                 |                   |                   |                   |                   |                   |                   |                   |                   |                   |                   |                   |                   |                   |                   |                   |                   |                   |                   |                   |                   |                   |                   |                   |                   |                   |                   |                   |   |   |
| Masters                          | –                 | Szk               | Gy                | D                 | D                 | ND                | ND                | ND                | 1k                | ND                | ND                | D                 | Gy                | D                 | Gy                | 1k                | Gy                | D                 | 1k                | ND                | –                 | Gy                | ED                | Gy                |                   |                   |                   |                   |                   |                   |                   |                   |                   |                   |                   |                   |                   |                   |                   |                   |                   |                   |                   |                   |                   |                   |                   |                   |                   |                   |                   |   |   |
| Championship League              | Nem rendezték meg | Nem rendezték meg | Nem rendezték meg | Nem rendezték meg | Nem rendezték meg | Nem rendezték meg | Nem rendezték meg | Nem rendezték meg | Nem rendezték meg | Nem rendezték meg | Nem rendezték meg | Nem rendezték meg | Nem rendezték meg | Nem rendezték meg | Nem rendezték meg | –                 | –                 | Csk               | Csk               | –                 | –                 | –                 | VL                | D                 |                   |                   |                   |                   |                   |                   |                   |                   |                   |                   |                   |                   |                   |                   |                   |                   |                   |                   |                   |                   |                   |                   |                   |                   |                   |                   |                   |   |   |
| Változó lebonyolítású tornák     |                   |                   |                   |                   |                   |                   |                   |                   |                   |                   |                   |                   |                   |                   |                   |                   |                   |                   |                   |                   |                   |                   |                   |                   |                   |                   |                   |                   |                   |                   |                   |                   |                   |                   |                   |                   |                   |                   |                   |                   |                   |                   |                   |                   |                   |                   |                   |                   |                   |                   |                   |   |   |
| Shoot-Out                        | Nem rendezték meg | Nem rendezték meg | Nem rendezték meg | Nem rendezték meg | Nem rendezték meg | Nem rendezték meg | Nem rendezték meg | Nem rendezték meg | Nem rendezték meg | Nem rendezték meg | Nem rendezték meg | Nem rendezték meg | Nem rendezték meg | Nem rendezték meg | Nem rendezték meg | Nem rendezték meg | Nem rendezték meg | Nem rendezték meg | ED                | –                 | –                 | –                 | 2k                | –                 |                   |                   |                   |                   |                   |                   |                   |                   |                   |                   |                   |                   |                   |                   |                   |                   |                   |                   |                   |                   |                   |                   |                   |                   |                   |                   |                   |   |   |
| Korábbi pontszerző tornák        |                   |                   |                   |                   |                   |                   |                   |                   |                   |                   |                   |                   |                   |                   |                   |                   |                   |                   |                   |                   |                   |                   |                   |                   |                   |                   |                   |                   |                   |                   |                   |                   |                   |                   |                   |                   |                   |                   |                   |                   |                   |                   |                   |                   |                   |                   |                   |                   |                   |                   |                   |   |   |
| Dubai Classic                    | Sel               | ED                | ED                | 1k                | Gy                | Nem rendezték meg | Nem rendezték meg | Nem rendezték meg | Nem rendezték meg | Nem rendezték meg | Nem rendezték meg | Nem rendezték meg | Nem rendezték meg | Nem rendezték meg | Nem rendezték meg | Nem rendezték meg | Nem rendezték meg | Nem rendezték meg | Nem rendezték meg | Nem rendezték meg | Nem rendezték meg | Nem rendezték meg | Nem rendezték meg | Nem rendezték meg | Nem rendezték meg | Nem rendezték meg | Nem rendezték meg | Nem rendezték meg | Nem rendezték meg | Nem rendezték meg | Nem rendezték meg | Nem rendezték meg | Nem rendezték meg | Nem rendezték meg | Nem rendezték meg |                   |                   |                   |                   |                   |                   |                   |                   |                   |                   |                   |                   |                   |                   |                   |                   |   |   |
| Malta Grand Prix                 | Nem rendezték meg | Nem rendezték meg | Nem pontszerző    | Nem pontszerző    | Nem pontszerző    | Nem pontszerző    | Nem pontszerző    | ND                | NP                | Nem rendezték meg | Nem rendezték meg | Nem rendezték meg | Nem rendezték meg | Nem rendezték meg | Nem rendezték meg | Nem rendezték meg | Nem rendezték meg | Nem rendezték meg | Nem rendezték meg | Nem rendezték meg | Nem rendezték meg | Nem rendezték meg | Nem rendezték meg | Nem rendezték meg | Nem rendezték meg | Nem rendezték meg | Nem rendezték meg | Nem rendezték meg | Nem rendezték meg | Nem rendezték meg | Nem rendezték meg | Nem rendezték meg | Nem rendezték meg | Nem rendezték meg | Nem rendezték meg | Nem rendezték meg | Nem rendezték meg | Nem rendezték meg | Nem rendezték meg |                   |                   |                   |                   |                   |                   |                   |                   |                   |                   |                   |                   |   |   |
| Thailand Masters                 | 2k                | 1k                | D                 | 2k                | ED                | 2k                | 1k                | 1k                | 2k                | ED                | NP                | Nem rendezték meg | Nem rendezték meg | Nem rendezték meg | NP                | Nem rendezték meg | Nem rendezték meg | Nem rendezték meg | Nem rendezték meg | Nem rendezték meg | Nem rendezték meg | Nem rendezték meg | Nem rendezték meg | Nem rendezték meg | Nem rendezték meg | Nem rendezték meg | Nem rendezték meg | Nem rendezték meg | Nem rendezték meg | Nem rendezték meg | Nem rendezték meg | Nem rendezték meg | Nem rendezték meg | Nem rendezték meg | Nem rendezték meg | Nem rendezték meg | Nem rendezték meg | Nem rendezték meg | Nem rendezték meg | Nem rendezték meg | Nem rendezték meg | Nem rendezték meg | Nem rendezték meg | Nem rendezték meg | Nem rendezték meg |                   |                   |                   |                   |                   |                   |   |   |
| Scottish Open                    | 2k                | Sel               | 3k                | 1k                | ND                | Gy                | 2k                | Gy                | 2k                | 2k                | 3k                | ND                | Nem rendezték meg | Nem rendezték meg | Nem rendezték meg | Nem rendezték meg | Nem rendezték meg | Nem rendezték meg | Nem rendezték meg | Nem rendezték meg | Kp                | Nem rendezték meg | Nem rendezték meg | Nem rendezték meg | Nem rendezték meg | Nem rendezték meg | Nem rendezték meg | Nem rendezték meg | Nem rendezték meg | Nem rendezték meg | Nem rendezték meg | Nem rendezték meg | Nem rendezték meg | Nem rendezték meg | Nem rendezték meg | Nem rendezték meg | Nem rendezték meg | Nem rendezték meg | Nem rendezték meg | Nem rendezték meg | Nem rendezték meg | Nem rendezték meg | Nem rendezték meg | Nem rendezték meg | Nem rendezték meg | Nem rendezték meg | Nem rendezték meg | Nem rendezték meg | Nem rendezték meg | Nem rendezték meg | Nem rendezték meg |   |   |
| British Open                     | Sel               | Gy                | D                 | ED                | 1k                | ND                | 3k                | ED                | ND                | ED                | 3k                | D                 | ED                | Nem rendezték meg | Nem rendezték meg | Nem rendezték meg | Nem rendezték meg | Nem rendezték meg | Nem rendezték meg | Nem rendezték meg | Nem rendezték meg | Nem rendezték meg | Nem rendezték meg | Nem rendezték meg | Nem rendezték meg | Nem rendezték meg | Nem rendezték meg | Nem rendezték meg | Nem rendezték meg | Nem rendezték meg | Nem rendezték meg | Nem rendezték meg | Nem rendezték meg | Nem rendezték meg | Nem rendezték meg | Nem rendezték meg | Nem rendezték meg | Nem rendezték meg | Nem rendezték meg | Nem rendezték meg | Nem rendezték meg | Nem rendezték meg | Nem rendezték meg |                   |                   |                   |                   |                   |                   |                   |                   |   |   |
| Irish Masters                    | Nem pontszerző    | Nem pontszerző    | Nem pontszerző    | Nem pontszerző    | Nem pontszerző    | Nem pontszerző    | Nem pontszerző    | Nem pontszerző    | Nem pontszerző    | Nem pontszerző    | Gy                | ND                | Gy                | NR                | NP                | Nem rendezték meg | Nem rendezték meg | Nem rendezték meg | Nem rendezték meg | Nem rendezték meg | Nem rendezték meg | Nem rendezték meg | Nem rendezték meg | Nem rendezték meg | Nem rendezték meg | Nem rendezték meg | Nem rendezték meg | Nem rendezték meg | Nem rendezték meg | Nem rendezték meg | Nem rendezték meg | Nem rendezték meg | Nem rendezték meg | Nem rendezték meg | Nem rendezték meg | Nem rendezték meg | Nem rendezték meg | Nem rendezték meg | Nem rendezték meg | Nem rendezték meg | Nem rendezték meg | Nem rendezték meg | Nem rendezték meg | Nem rendezték meg | Nem rendezték meg |                   |                   |                   |                   |                   |                   |   |   |
| Malta Cup                        | ND                | D                 | ED                | 1k                | 1k                | NR                | 1k                | Nem rendezték meg | Nem rendezték meg | ND                | Gy                | ND                | 2k                | –                 | 1k                | NP                | Nem rendezték meg | Nem rendezték meg | Nem rendezték meg | Nem rendezték meg | Nem rendezték meg | Nem rendezték meg | Nem rendezték meg | Nem rendezték meg | Nem rendezték meg | Nem rendezték meg | Nem rendezték meg | Nem rendezték meg | Nem rendezték meg | Nem rendezték meg | Nem rendezték meg | Nem rendezték meg | Nem rendezték meg | Nem rendezték meg | Nem rendezték meg | Nem rendezték meg | Nem rendezték meg | Nem rendezték meg | Nem rendezték meg | Nem rendezték meg | Nem rendezték meg | Nem rendezték meg | Nem rendezték meg | Nem rendezték meg | Nem rendezték meg | Nem rendezték meg |                   |                   |                   |                   |                   |   |   |
| Northern Ireland Trophy          | Nem rendezték meg | Nem rendezték meg | Nem rendezték meg | Nem rendezték meg | Nem rendezték meg | Nem rendezték meg | Nem rendezték meg | Nem rendezték meg | Nem rendezték meg | Nem rendezték meg | Nem rendezték meg | Nem rendezték meg | Nem rendezték meg | NP                | D                 | ND                | Gy                | Nem rendezték meg | Nem rendezték meg | Nem rendezték meg | Nem rendezték meg | Nem rendezték meg | Nem rendezték meg | Nem rendezték meg | Nem rendezték meg | Nem rendezték meg | Nem rendezték meg | Nem rendezték meg | Nem rendezték meg | Nem rendezték meg | Nem rendezték meg | Nem rendezték meg | Nem rendezték meg | Nem rendezték meg | Nem rendezték meg | Nem rendezték meg | Nem rendezték meg | Nem rendezték meg | Nem rendezték meg | Nem rendezték meg | Nem rendezték meg | Nem rendezték meg | Nem rendezték meg | Nem rendezték meg | Nem rendezték meg | Nem rendezték meg | Nem rendezték meg |                   |                   |                   |                   |   |   |
| Korábbi nem pontszerző versenyek |                   |                   |                   |                   |                   |                   |                   |                   |                   |                   |                   |                   |                   |                   |                   |                   |                   |                   |                   |                   |                   |                   |                   |                   |                   |                   |                   |                   |                   |                   |                   |                   |                   |                   |                   |                   |                   |                   |                   |                   |                   |                   |                   |                   |                   |                   |                   |                   |                   |                   |                   |   |   |
| China Open                       | Nem rendezték meg | Nem rendezték meg | Nem rendezték meg | Nem rendezték meg | Nem rendezték meg | ED                | Pontszerző        | Pontszerző        | Pontszerző        | Pontszerző        | Nem rendezték meg | Nem rendezték meg | Pontszerző        | Pontszerző        | Pontszerző        | Pontszerző        | Pontszerző        | Pontszerző        | Pontszerző        | Pontszerző        | Pontszerző        | Pontszerző        | Pontszerző        | Pontszerző        | Pontszerző        | Pontszerző        | Pontszerző        | Pontszerző        | Pontszerző        | Pontszerző        | Pontszerző        | Pontszerző        | Pontszerző        | Pontszerző        | Pontszerző        | Pontszerző        | Pontszerző        | Pontszerző        | Pontszerző        | Pontszerző        | Pontszerző        | Pontszerző        |                   |                   |                   |                   |                   |                   |                   |                   |                   |   |   |
| Champions Cup                    | Nem rendezték meg | Nem rendezték meg | ND                | Gy                | D                 | D                 | D                 | ED                | Gy                | Csk               | Nem rendezték meg | Nem rendezték meg | Nem rendezték meg | Nem rendezték meg | Nem rendezték meg | Nem rendezték meg | Nem rendezték meg | Nem rendezték meg | Nem rendezték meg | Nem rendezték meg | Nem rendezték meg | Nem rendezték meg | Nem rendezték meg | Nem rendezték meg | Nem rendezték meg | Nem rendezték meg | Nem rendezték meg | Nem rendezték meg | Nem rendezték meg | Nem rendezték meg | Nem rendezték meg | Nem rendezték meg | Nem rendezték meg | Nem rendezték meg | Nem rendezték meg | Nem rendezték meg | Nem rendezték meg | Nem rendezték meg | Nem rendezték meg | Nem rendezték meg |                   |                   |                   |                   |                   |                   |                   |                   |                   |                   |                   |   |   |
| Scottish Masters                 | –                 | –                 | SF                | ED                | QF                | QF                | W                 | QF                | Gy                | D                 | Gy                | Nem rendezték meg | Nem rendezték meg | Nem rendezték meg | Nem rendezték meg | Nem rendezték meg | Nem rendezték meg | Nem rendezték meg | Nem rendezték meg | Nem rendezték meg | Nem rendezték meg | Nem rendezték meg | Nem rendezték meg | Nem rendezték meg | Nem rendezték meg | Nem rendezték meg | Nem rendezték meg | Nem rendezték meg | Nem rendezték meg | Nem rendezték meg | Nem rendezték meg | Nem rendezték meg | Nem rendezték meg | Nem rendezték meg | Nem rendezték meg | Nem rendezték meg | Nem rendezték meg | Nem rendezték meg | Nem rendezték meg | Nem rendezték meg | Nem rendezték meg |                   |                   |                   |                   |                   |                   |                   |                   |                   |                   |   |   |
| Northern Ireland Trophy          | Nem rendezték meg | Nem rendezték meg | Nem rendezték meg | Nem rendezték meg | Nem rendezték meg | Nem rendezték meg | Nem rendezték meg | Nem rendezték meg | Nem rendezték meg | Nem rendezték meg | Nem rendezték meg | Nem rendezték meg | Nem rendezték meg | 1k                | Pontszerző        | Pontszerző        | Pontszerző        | Nem rendezték meg | Nem rendezték meg | Nem rendezték meg | Nem rendezték meg | Nem rendezték meg | Nem rendezték meg | Nem rendezték meg | Nem rendezték meg | Nem rendezték meg | Nem rendezték meg | Nem rendezték meg | Nem rendezték meg | Nem rendezték meg | Nem rendezték meg | Nem rendezték meg | Nem rendezték meg | Nem rendezték meg | Nem rendezték meg | Nem rendezték meg | Nem rendezték meg | Nem rendezték meg | Nem rendezték meg | Nem rendezték meg | Nem rendezték meg | Nem rendezték meg | Nem rendezték meg | Nem rendezték meg | Nem rendezték meg | Nem rendezték meg | Nem rendezték meg |                   |                   |                   |                   |   |   |
| Irish Masters                    | –                 | ND                | 1k                | ND                | ED                | Kiz               | ND                | ED                | Gy                | ND                | Pontszerző        | Pontszerző        | Pontszerző        | NR                | Gy                | Nem rendezték meg | Nem rendezték meg | Nem rendezték meg | Nem rendezték meg | Nem rendezték meg | Nem rendezték meg | Nem rendezték meg | Nem rendezték meg | Nem rendezték meg | Nem rendezték meg | Nem rendezték meg | Nem rendezték meg | Nem rendezték meg | Nem rendezték meg | Nem rendezték meg | Nem rendezték meg | Nem rendezték meg | Nem rendezték meg | Nem rendezték meg | Nem rendezték meg | Nem rendezték meg | Nem rendezték meg | Nem rendezték meg | Nem rendezték meg | Nem rendezték meg | Nem rendezték meg | Nem rendezték meg | Nem rendezték meg | Nem rendezték meg | Nem rendezték meg |                   |                   |                   |                   |                   |                   |   |   |
| Premier League                   | Csk               | Csk               | Csk               | Csk               | Gy                | Csk               | ED                | ED                | Gy                | Gy                | ED                | –                 | Gy                | Gy                | Gy                | Gy                | Gy                | D                 | Gy                | Gy                | –                 | Nem rendezték meg | Nem rendezték meg | Nem rendezték meg | Nem rendezték meg | Nem rendezték meg | Nem rendezték meg | Nem rendezték meg | Nem rendezték meg | Nem rendezték meg | Nem rendezték meg | Nem rendezték meg | Nem rendezték meg | Nem rendezték meg | Nem rendezték meg | Nem rendezték meg | Nem rendezték meg | Nem rendezték meg | Nem rendezték meg | Nem rendezték meg | Nem rendezték meg | Nem rendezték meg | Nem rendezték meg | Nem rendezték meg | Nem rendezték meg | Nem rendezték meg | Nem rendezték meg | Nem rendezték meg | Nem rendezték meg | Nem rendezték meg | Nem rendezték meg |   |   |
| World Grand Prix                 | Nem rendezték meg | Nem rendezték meg | Nem rendezték meg | Nem rendezték meg | Nem rendezték meg | Nem rendezték meg | Nem rendezték meg | Nem rendezték meg | Nem rendezték meg | Nem rendezték meg | Nem rendezték meg | Nem rendezték meg | Nem rendezték meg | Nem rendezték meg | Nem rendezték meg | Nem rendezték meg | Nem rendezték meg | Nem rendezték meg | Nem rendezték meg | Nem rendezték meg | Nem rendezték meg | Nem rendezték meg | D                 | P                 | P                 | P                 | P                 | P                 | P                 | P                 | P                 | P                 | P                 | P                 | P                 | P                 | P                 | P                 | P                 | P                 | P                 | P                 | P                 | P                 | P                 | P                 | P                 | P                 | P                 | P                 | P                 | P | P |

| Jelmagyarázat | Jelmagyarázat                    | Jelmagyarázat | Jelmagyarázat                                                                 | Jelmagyarázat | Jelmagyarázat                         |
| ------------- | -------------------------------- | ------------- | ----------------------------------------------------------------------------- | ------------- | ------------------------------------- |
| Sel           | Kiesett a selejtezőben           | #k            | a verseny korai köreiben esett ki (Szk = szabadkártyás kör, Csk = csoportkör) | ND            | kiesett a negyeddöntőben              |
| ED            | kiesett az elődöntőben           | D             | kiesett a döntőben                                                            | Gy            | megnyerte a tornát                    |
| NK            | nem kvalifikálta magát a tornára | –             | nem vett részt a tornán                                                       | VL            | visszalépett a tornán való indulástól |
| Kiz           | kizárták a tornáról              |               |                                                                               |               |                                       |

| NR / Nem rendezték meg | NR / Nem rendezték meg | NR / Nem rendezték meg | NR / Nem rendezték meg | a tornát nem rendezték meg       |
| NP / Nem pontszerző    | NP / Nem pontszerző    | NP / Nem pontszerző    | NP / Nem pontszerző    | a torna (már nem) pontszerző     |
| P / Pontszerző         | P / Pontszerző         | P / Pontszerző         | P / Pontszerző         | a torna (már) pontszerző         |
| KP / Kispontszerző     | KP / Kispontszerző     | KP / Kispontszerző     | KP / Kispontszerző     | a torna (már csak) kispontszerző |